# Писма од Деда Мраза
Писма од Деда Мраза (енгл. The Father Christmas Letters) је колекција кратких прича која је Толкин сваког децембра писао својој деци и слао их у име Деда Мраза. Писма је допуњавао оригиналним илустрацијама, а писао их је од 1920. до 1943. Сва писма сакупљена су и први пут објављена постхумно 1976. године, на трећу годишњицу Толкинове смрти. На српском језику први пут су објављена 2018. године. Књига садржи оригиналне Толкинове илустрације и фотографије оригиналних писама.

## Настанак писама
Многа Толкинова дела намењена деци настала су од прича које је причао својој деци, синовима Џону, Мајклу, Кристоферу и ћерки Присили. Једна од најпознатијих таквих прича је Тумарало. Приче су углавном биле обичне. Свега неколико је забележио, а само мали број је био завршен. Међу њима су управо и Писма од Деда Мраза. Толкин се од 1920. године, када је написао прво у серији Писама од Деда Мраза, у потпуности задовољавао да буде приповедач својој деци. Неки критичари сматрају да су управо захваљујући овим причама касније настала његова далеко амбициознија дела: Хобит и Господар прстенова.
Прво писмо написао је 1920, када је његов најстарији син Џон (1917 – 2003) имао три године. Писма су наставила да стижу сваког Божића, све до 1943, када је његово најмлађе дете, ћерка Присила (1929 – 2022), имала непуних 14 година. Понекада су деца писма налазила у кући после посете Деда Мраза, а некада их је доносио и поштар. Деца су такође писала писма Деда Мразу, остављала су их на камину и она су нестајала када никог није било у близини.
Некада су ова писма била сасвим кратка, као она из 1924. када су и Мајкл и Џон добили по једно, али са свега пар реченица. Насупрот томе 1932. стиже једно заједничко писмо, насловљено са „Драга децо”, а у њему на неколико страна исписана узбудљива авантура илустрована пећинским цртежима. Неких година деца су добијала још по једно писмо, у октобру (1931) или новембру (1932), у којима одговара на писма која деца њему пишу и прави својеврсни увод за писмо које ће стићи за Божић.